# 1164 км (блокпост)
1164 кіломе́тр — залізничний блокпост Донецької дирекції Донецької залізниці на лінії Донецьк — Волноваха.
Розташована неподалік від села Тарамчук, Мар'їнський район, хоча фактично перебуває на території Волноваського району Донецької області.
Блокпост розташований на примиканні вантажної залізничної гілки на Докучаєвськ.
Через військову агресію Росії на сході Україні транспортне сполучення припинене. Вже у 2010 р. електропоїзди не робили зупинки, хоча у 1999 р. по блокпосту електрички зупинялись на вимогу.